# سیارک ۱۵۴۴۸
سیارک ۱۵۴۴۸ (به انگلیسی: 15448 Siegwarth، نامگذاری:1998XT21) پانزده هزار و چهارصد و چهل و هشتمین سیارک کشف شده‌است که در ۱۰ دسامبر ۱۹۹۸ کشف شد.
قدر مطلق سیارک برابر ۲۰.۴ است.